# 中通町 (名古屋市)
中通町（なかとおりちょう）は、愛知県名古屋市南区・瑞穂区にあった地名。

## 歴史

### 町名の由来
豊田町の字に由来する。

### 沿革
- 1930年（昭和5年）11月26日 - 南区豊田町の一部により、同区中通町が成立[3]。
- 1953年（昭和28年）10月15日 - 一部が瑞穂区中通町となる[3]。
- 1960年（昭和35年）3月20日 - 瑞穂区中通町が同区浮島町に編入され消滅[4]。
- 1985年（昭和60年）11月3日 - 南区中通町は同区豊一丁目に編入され、消滅[3]。